# Maxence Lacroix
Maxence Lacroix (ur. 6 kwietnia 2000 w Villeneuve-Saint-Georges) – francuski piłkarz gwadelupskiego pochodzenia występujący na pozycji obrońcy. Wychowanek Trélissac, w trakcie swojej kariery grał m.in. w Sochaux. Młodzieżowy reprezentant Francji.